# Università Statale d'Arte e Architettura degli Urali
L'Università Statale d'Arte e Architettura degli Urali (in russo Уральская государственная архитектурно-художественный университет?, Ural'skaja gosudarstvennaja architekturno-chudožestvennyj universitet), conosciuta anche con il nome inglese Ural State Academy of Architecture and Arts e spesso abbreviata in USAAA o in russo УрГАХА è una università russa con sede a Ekaterinburg.

## Storia
L'istituto di formazione venne fondato originariamente nel 1947 come dipartimento di architettura di quella che oggi è l'Università federale degli Urali. Nel 1967 esso divenne una filiale dell'Istituto di architettura di Mosca e nel 1972 fu trasformato in un istituto indipendente con il nome di Istituto di Architettura di Sverdlovsk in russo Свердловский архитектурный институт?, dal nome che la città di Ekaterinburg aveva al tempo.
Nel 1995 l'istituto ottenne lo status di accademia, equiparando i titoli di studio da esso rilasciati alle lauree universitarie, e il suo nome venne cambiato in Accademia Statale d'Arte e Architettura degli Urali (in russo  Уральская государственная архитектурно-художественная академия?). Nel 2015 infine è stato ribattezzato Università Statale d'Arte e Architettura degli Urali.

## Struttura
Al 2020 l'università ospita circa 2000 studenti e dispone di uno staff di 250 persone.
È strutturata in 5 facoltà e 1 istituto:
- Facoltà di architettura
- Facoltà di design
- Istituto di belle arti
- Formazione pre-universitaria
- Formazione part-time serale
- Formazione professionale aggiuntiva

Dispone della più grande biblioteca di arte e architettura della regione degli Urali, composta da circa 80.000 volumi, di un museo di architettura e design, di due dormitori per gli studenti con una capacità di 700 posti e di un complesso sportivo.
Nel 1992 l'università ha iniziato a pubblicare una rivista dal titolo Architecton: Proceedings of Higher Education (in russo Архитектон: известия вузов?, Architecton: izvestija vuzov), abbreviato in Architecton, che propone articoli di architettura, pianificazione urbana, design e arti decorative. A partire dal 2004 la rivista viene pubblicata con cadenza trimestrale solo in formato elettronico, mantenendo la numerazione progressiva originale.

## Il museo

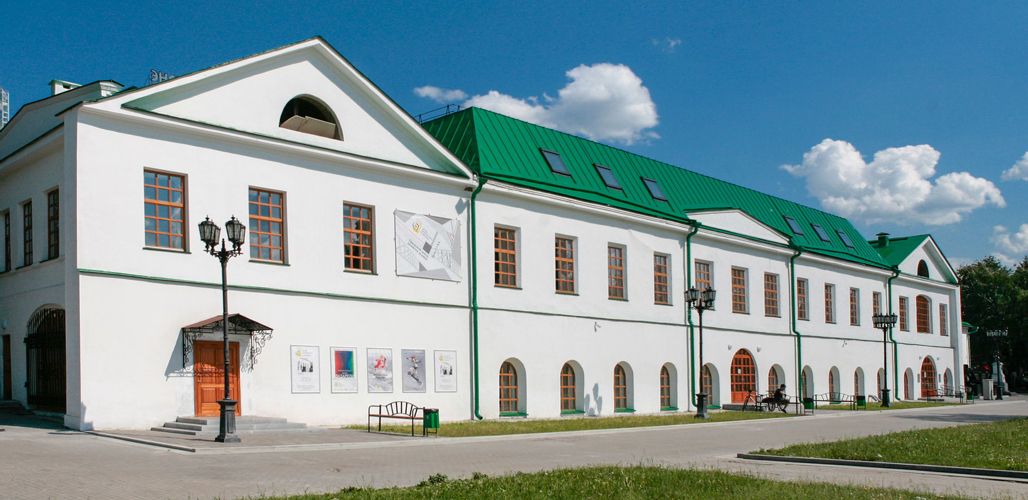
Il Museo dell'Architettura e del Design)

Dell'università fa parte anche un museo dedicato alla storia dell'architettura cittadina, situato nell'edificio di un'ex officina siderurgica del XIX secolo sulla riva del fiume Iset'. Il museo venne fondato come "Museo sulla storia e le prospettive di sviluppo dell'architettura degli Urali" dall'allora Istituto di Architettura di Sverdlovsk nei primi anni 1970s, in occasione dei festeggiamenti per i 250 anni dalla fondazione di Ekaterinburg e inaugurato nel 1975. Tra il 2008 e il 2015 il complesso museale è stato rinnovato, unendo tutte le strutture in un unico edificio, e ribattezzato "Museo dell'Architettura e del Design". Esso ospita collezioni permanenti dedicate al design industriale, alla storia della tecnologia mineraria, alla storia dell'Università Statale d'Arte e Architettura degli Urali e all'architettura della regione dei monti Urali.